# (200005) 2007 KT7
(200005) 2007 KT7 es un asteroide perteneciente al cinturón de asteroides, descubierto el 16 de mayo de 2007 por el equipo del Siding Spring Survey desde el Observatorio de Siding Spring, Nueva Gales del Sur, Australia.

## Designación y nombre
Designado provisionalmente como 2007 KT7.

## Características orbitales
2007 KT7 está situado a una distancia media del Sol de 2,754 ua, pudiendo alejarse hasta 3,406 ua y acercarse hasta 2,102 ua. Su excentricidad es 0,236 y la inclinación orbital 7,927 grados. Emplea 1669 días en completar una órbita alrededor del Sol.

## Características físicas
La magnitud absoluta de 2007 KT7 es 16,5.